# Mubarak Al Mazrouei
Mubarak Al Mazrouei (* 25. Februar 1993) ist ein Eishockeyspieler aus den Vereinigten Arabischen Emiraten. Er spielt seit 2011 bei den Abu Dhabi Storms aus der Emirates Ice Hockey League.

## Karriere
Auf Vereinsebene trat Mubarak Al Mazrouei zunächst für die al-’Ain Theebs aus der Emirates Ice Hockey League an. 2011 wechselte er zum Ligakonkurrenten Abu Dhabi Storms, mit dem er die Liga 2014 und 2019 gewinnen konnte.

### International
Im Juniorenbereich stand Al Mazrouei im Aufgebot seines Landes beim IIHF U18 Challenge Cup of Asia 2012, wo das Team den zweiten Platz belegte, und bei der U20-Weltmeisterschaft der Division III 2013.
Al Mazrouei nahm für die Eishockeynationalmannschaft der Vereinigten Arabischen Emirate an den erfolgreichen Qualifikationsturnieren für die Weltmeisterschaften der Division III 2013, als er gemeinsam mit seinem Landsmann Juma Al Dhaheri und dem Griechen Dimitrios Kalyvas zweitbester Scorer hinter dessen Landsmann Ioannis Koufis war, und 2019 sowie den Weltmeisterschaften der Division III 2010, 2014, 2015 und 2022 teil. Darüber hinaus stand er im Aufgebot seines Landes bei den Winter-Asienspielen 2011 sowie in den Jahren 2010, 2012, 2013, 2014, 2015 und 2016 beim IIHF Challenge Cup of Asia. Diesen Wettbewerb konnte er 2012 mit seinem Team gewinnen. In den Jahren 2010, 2014, 2015 und 2016 gewann er jeweils die Silbermedaille.

## Erfolge und Auszeichnungen
- 2014 Meister der Vereinigten Arabischen Emirate mit den Abu Dhabi Storms
- 2019 Meister der Vereinigten Arabischen Emirate mit den Abu Dhabi Storms

### International
| - 2010 Silbermedaille beim IIHF Challenge Cup of Asia - 2012 Goldmedaille beim IIHF Challenge Cup of Asia - 2013 Qualifikation für die Division III bei der Qualifikation zur Weltmeisterschaft der Division III - 2014 Silbermedaille beim IIHF Challenge Cup of Asia | - 2015 Silbermedaille beim IIHF Challenge Cup of Asia - 2016 Silbermedaille beim IIHF Challenge Cup of Asia - 2019 Qualifikation für die Division III bei der Qualifikation zur Weltmeisterschaft der Division III - 2022 Aufstieg in die Division II, Gruppe B, bei der Weltmeisterschaft der Division III, Gruppe A |